# جون غريغوري دون
جون غريغوري دون (25 مايو 1932 - 30 ديسمبر 2003) كاتب أمريكي. بدأ حياته المهنية كصحفي في مجلة تايم قبل أن يتوسع في كتابة النقد والمقالات والروايات والسيناريوهات. غالبًا ما كان يتعاون مع زوجته جوان ديديون.

## روابط خارجية
- جون غريغوري دون على موقع IMDb (الإنجليزية)
- جون غريغوري دون على موقع الموسوعة البريطانية (الإنجليزية)
- جون غريغوري دون على موقع إن إن دي بي (الإنجليزية)
- جون غريغوري دون على موقع قاعدة بيانات الفيلم (الإنجليزية)